# Friedrich Wilhelm Jerrentrup
Friedrich Wilhelm Jerrentrup (auch Friedrich W. Jerrentrup; * 15. März 1920 in Lippstadt; † 21. Juni 2009) war ein deutscher Rechtsanwalt und Notar sowie Heimatforscher. Er forschte vor allem zur Kirchengeschichte der Stadt Hamm.

## Leben
Friedrich Wilhelm Jerrentrup wuchs in seiner Geburtsstadt Lippstadt auf, wo er auch die Schule besuchte und 1938 das Abitur ablegte. Es folgten Reichsarbeitsdienst und Militärdienst. Im Zweiten Weltkrieg kämpfte er als Wehrmachtssoldat in Frankreich, Norwegen und der Sowjetunion, geriet in sowjetische Kriegsgefangenschaft, aus der er 1949 entlassen wurde.
Nun nahm er ein Studium der Rechtswissenschaften auf, das ihn an die Georg-August-Universität Göttingen, die Ludwig-Maximilians-Universität München und die Westfälische Wilhelms-Universität Münster führte. An der Rechts- und staatswissenschaftlicher Fakultät der Universität Münster wurde er 1956 auch mit der Dissertationsschrift Das Recht der Kulturdenkmalpflege in Nordrhein-Westfalen. Unter besonderer Berücksichtigung der Rechtsstellung des Landeskonservators zum Dr. iur promoviert.
1957 trat er in die beim Oberlandesgericht Hamm zugelassene Nickol Anwaltssozietät ein. Dort war er als Rechtsanwalt und Notar tätig.
Sehr an Kunstgeschichte sowie der Geschichte der Stadt Hamm interessiert, war Jerrentrup langjähriges Vorstandsmitglied des Museumsvereins Hamm sowie Vorsitzender des Westfälischen Kunstvereins, der ihn später zum Ehrenvorsitzenden ernannte. Besonders hat er sich der Geschichte und kunstgeschichtlichen Bedeutung der Hammer Kirchen gewidmet und seine Erkenntnisse unter anderem als Mitverfasser der Bücher Alte Kirchen in Hamm (1999) und Kirchen der Neuzeit in Hamm (2002) veröffentlicht.
Außerdem war Jerrentrup Gründungsmitglied und Altpräsident des Rotary-Clubs Hamm-Mark.
Für sein gesellschaftliches Engagement verlieh ihm der Bundespräsident das Bundesverdienstkreuz am Bande.
Später verzog Jerrentrup nach Münster, wo er Mitglied der Evangelischen Apostel-Kirchengemeinde war. Er starb am 21. Juni 2009 im Alter von 89 Jahren. Seine letzte Ruhe fand er auf dem Zentralfriedhof Münster.